# Eva Damien
Pour les articles homonymes, voir Damien.
Eva Damien, née Françoise Brille le 12 octobre 1934 à Paris et morte le 24 juin 1984 probablement d'un suicide à Nanterre (Hauts-de-Seine), est une actrice française.
Elle débute avec des rôles d'allumeuses un peu indolentes et joue beaucoup à la télévision où elle est une habituée des Cinq dernières minutes.

## Filmographie

### Cinéma
- 1954 : La Cage aux souris de Jean Gourguet
- 1954 : Les Fruits de l'été de Raymond Bernard
- 1955 : La Môme Pigalle de Alfred Rode
- 1956 : Les Promesses dangereuses de Jean Gourguet
- 1956 : Élisa de Roger Richebé
- 1957 : L'Auberge en folie de Pierre Chevalier
- 1959 : Les Yeux de l'amour de Denys de La Patellière
- 1960 : Les Distractions de Jacques Dupont
- 1960 : Les filles sèment le vent de Louis Soulanes
- 1961 : Les Bras de la nuit de Jacques Guymont
- 1962 : La Fayette de Jean Dréville
- 1971 : Coup pour coup de Marin Karmitz
- 1972 : L'aventure c'est l'aventure de Claude Lelouch
- 1973 : Les Valseuses de Bertrand Blier
- 1974 : La Bonzesse de François Jouffa
- 1975 : Pauvre Sonia - court métrage - de Dominique Maillet

### Télévision
- 1961 : Épreuves à l'appui (Les Cinq Dernières Minutes no 21) de Claude Loursais : Denise Fougeray
- 1962 : L'inspecteur Leclerc enquête, épisode : La Filière de Maurice Delbez
- 1964 : Les Cinq Dernières Minutes : Fenêtre sur jardin de Claude Loursais
- 1966 : Au théâtre ce soir : Les Pigeons de Venise d'Albert Husson, mise en scène Jacques Mauclair, réalisation Pierre Sabbagh, Théâtre Marigny
- 1967 : Le Chevalier Tempête, feuilleton télévisé de Yannick Andréi : Lisette
- 1967 : Meurtre en sourdine de Gilbert Pineau
- 1967 : Les Cinq Dernières Minutes : Finir en beauté de Claude Loursais
- 1967 : Les Cinq Dernières Minutes, épisode Un mort sur le carreau de Roland-Bernard
- 1968 : Les Enquêtes du commissaire Maigret de Claude Barma, épisode : Félicie est là : Adèle Chauvasson
- 1968 : Les Cinq Dernières Minutes, épisode Traitement de choc de Claude Loursais
- 1972 : Les Dossiers de Maître Robineau, épisode Main basse sur la campagne de Jean-Claude de Nesles
- 1973 : Le Double Assassinat de la rue Morgue de Jacques Nahum : la blanchisseuse Pauline
- 1974 : Les Cinq Dernières Minutes de Claude Loursais, épisode Rouges sont les vendanges
- 1978 : Les Cinq Dernières Minutes épisode La Grande truanderie de Claude Loursais : Thérèse Ponty
- 1979 : Médecins de nuit de Nicolas Ribowski, épisode : Palais Royal (série télévisée)
- 1979 : Les Enquêtes du commissaire Maigret, épisode : Maigret et l'Indicateur d'Yves Allégret
- 1980 - Médecins de nuit de Gilles Legrand, épisode : Amalgine
- 1982 : Les Cinq Dernières Minutes, épisode : L'Impasse des brouillards de Claude Loursais
- 1985 : Vincente, téléfilm de Bernard Toublanc-Michel
- 1985 : Les Enquêtes du commissaire Maigret, série, épisode Maigret et le client du samedi de Pierre Bureau

## Théâtre
- 1957 : Les Pigeons de Venise d'Albert Husson, mise en scène Louis Ducreux, Théâtre des Célestins, Théâtre Michel
- 1965 : Le Sacristain bossu de E.G Berreby, mise en scène André Villiers, Théâtre en Rond